# Лейдесдорф, Максимилиан
Максимилиан Лейдесдорф (Макс; непр. Лейдерсдорф; 1819—1889) — профессор психиатрии.

## Биография
В 1840-х годах переехал в Россию. Открыл в Санкт-Петербурге первую частную лечебницу для душевнобольных; она потом перешла в другие руки, и Лейдесдорф в 1856 г. покинул Россию. Его внебрачным сыном был Лигин, Валериан Николаевич. Вернувшись в Вену, Лейдесдорф в 1864 г. был назначен экстраординарным профессором по кафедре психиатрии Венского университета. В следующем году стал директором клиники нервных и психических болезней при Венском университете (Allgemeines Krankenhaus u. Landesirrenanstalt). В 1883—1889 гг. в этой клинике был его сотрудником будущий нобелевский лауреат Ю.Вагнер-Яурегг. Вёл преподавательскую деятельность до 1887 г. После него кафедру занял Р.Крафт-Эбинг.

## Научная работа
Научная работа Лейдесдорфа относилась преимущественно к вопросам клинической психиатрии, он считался одним из наиболее выдающихся психиатров своего времени. В 1876 г. был вызван в Константинополь, чтобы диагностировать психическое состояние смещенного султана Мурада V, в 1886 г. участвовал в консилиуме относительно психического состояния короля Людвига II. Помимо статей в немецких психиатрических журналах, написал учебник душевных болезней («Lehrbuch der psychischen Krankheiten»), выдержавший два издания.
Похоронен на венском Дёблингском кладбище.